# Johannes Bückler

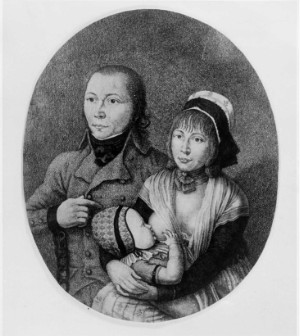
Johannes Bückler com seus familiares.

Johannes Bückler (nascimento por volta de 1778 – falecimento em 21 de novembro de 1803), apelidado de Schinnerhannes ou Schinderhannes, foi um sujeito fora-da-lei da Alemanha que orquestrou uma onda de crimes das mais bem plenejadas e executadas da história de seu país. 
Schinnerhannes nasceu em Miehlen, filho de Johann e Anna Maria Bückler. Inicialmente ele foi aprendiz de um curtume mas logo voltou-se a pequenos furtos. Aos dezesseis anos foi preso por ter roubado algumas peças de couro porém não foi preso. Depois disto ele passou a praticar furtos e roubos de mão-armada em ambos os lados do rio Reno, o qual fazia divisa entre a França e Sacro Império Romano.
Eventualmente Schinnerhannes foi apreendido. Uma vez alistado sob o nome falso de Jakob Schweikart no exército austríaco, ele foi reconhecido por um ex-companheiro, e daí entregue à França. Após detalhado processo produzido tanto em língua alemã como em francês, ele foi executado na guilhotina em frente ao portal de entrada da cidade de Mogúncia; dezenove de seus comparsas também presos e julgados pelas autoridades francesas. 
Enquanto preso, ele escreveu cartas às autoridades suplicando piamente pelo bem-estar de sua amada esposa, Juliana Blasius (também Julie Bläsius) e de outros homens implicados em crimes cometidos sob sua liderança; isto grandemente comoveu o povo da região que acompanhava o caso de tal forma que ele acabou ganhando favor da plebe e sendo elevado a nível de herói; obviamente, sua capacidade de persuasão, no entanto, não atraiu a magnanimidade dos oficiais da justiça. 
A história de Schinnerhannes faz parte integral do imaginário popular e da identidade folclórica da região do Hunsrück, no sudoeste da Alemanha. Seu apelido Schinnerhannes é a versão no dialeto regional, em Hunsrückisch, sendo que no alemão padrão a grafia é Schinderhannes. Muitos residentes desta região emigraram para o Brasil nos últimos duzentos anos.
Schinderhannes é conhecido como o Robin Hood da Alemanha. Sua história foi recontada pelo escritor e dramaturgo alemão Carl Zuckmayer em 1927, vindo a ganhar inclusive várias versões cinematográficas mais tarde.